# Upsilon Carinae
Désignations
A : HR 3890, HD 85123, SAO 250695, GC 13506

Upsilon Carinae (υ Car / υ Carinae) est une étoile binaire de la constellation de la Carène. Elle fait partie de l'astérisme de la Croix de diamant dans la partie sud de la Carène.
Le système Upsilon Carinae a une magnitude apparente combinée de +3,01 et est situé à approximativement 1400 années-lumière de la Terre.
La composante primaire, désignée υ Carinae A, est une supergéante blanche de type spectral A6I et d'une magnitude apparente de +3,08. Sa compagne, υ Carinae B, est une géante bleue-blanche de type spectral B7III avec une magnitude apparente de +6,25. Les deux étoiles sont distantes de 5,03 secondes d'arc.